# Энугу (штат)
Энугу (англ. и игбо Enugu) — штат в южной Нигерии. Административный центр штата — город Энугу (что означает «вершина холма»), по нему штат и получил своё название.

## История
Первые европейские поселенцы прибыли в Энугу в 1909 году. Партия под командованием инженера Альберта Эрнеста Китсона искала серебро, однако вместо этого нашла запасы угля на хребте Уди. Губернатор Нигерии, Фредерик Лугард, заинтересовался находкой, и в 1914 году первая партия угля была отправлена в Великобританию. Размах добычи увеличивался, что привело к образованию городов, носящих космополитический характер. В Энугу была проведена железная дорога. В 1917 году Энугу получил статус города, и фактически стал важнейшим городом Восточной Нигерии. После получения независимости Нигерия была разделена на три области, и Энугу стал административным центром одной из них, Восточной. Некоторое время он также был столицей Биафры. В 1967 году была проведена реформа административно-территориального деления Нигерии, по которой страну разделили на 12 штатов. Энугу оставался административным центром Восточно-Центрального штата, затем штата Анамбра, и в 1991 году стал административным центром штата Энугу.
Штат Энугу был образован 27 августа 1991 года, отделившись от штата Анамбра.

## Административно-территориальное деление
Штат разделён на 17 территории местного административного управления.
- Aninri
- Awgu
- Enugu East
- Enugu North
- Enugu South
- Ezeagu
- Igbo Etiti
- Igbo Eze North
- Igbo Eze South
- Isi Uzo
- Nkanu East
- Nkanu West
- Nsukka
- Oji River
- Udenu
- Udi
- Uzo Uwani